# Ephraim (Wisconsin)
Ephraim is een plaats (village) in de Amerikaanse staat Wisconsin, en valt bestuurlijk gezien onder Door County.

## Demografie
Bij de volkstelling in 2000 werd het aantal inwoners vastgesteld op 353. In 2006 is het aantal inwoners door het United States Census Bureau geschat op 325, een daling van 28 (-7,9%).

## Geografie
Volgens het United States Census Bureau beslaat de plaats een oppervlakte van 10,1 km², geheel bestaande uit land. Ephraim ligt op ongeveer 184 m boven zeeniveau.

## Plaatsen in de nabije omgeving
De onderstaande figuur toont nabijgelegen plaatsen in een straal van 40 km rond Ephraim.